# Nimigen Island
Nimigen Island är en ö i Kanada.   Den ligger i territoriet Nunavut, i den östra delen av landet, 2 300 km norr om huvudstaden Ottawa. Arean är 3,9 kvadratkilometer.
Terrängen på Nimigen Island är platt. Öns högsta punkt är 119 meter över havet. Den sträcker sig 4,0 kilometer i nord-sydlig riktning, och 2,1 kilometer i öst-västlig riktning.